# Пиччотто, Ги
Ги Пиччотто ( и сиц. Guy Picciotto) — американский вокалист, автор песен, гитарист, музыкант и музыкальный продюсер из Вашингтона, США.
Широко известен, благодаря участию в группе Fugazi (в роли гитариста и вокалиста) и в группе Rites of Spring.

## История

### Rites of Spring и ранние проекты
Музыкальная карьера Пиччотто началась в 1985 году в составе группы Rites of Spring. Будучи одними из важных представителей вашингтонской пост-хардкор сцены, Rites of Spring в своих песнях поднимали уровень ярости и животной страсти, при этом одновременно экспериментируя с правилами композиции. Пиччотто, будучи автором текстов группы, сдвинул проблематику хардкор песен в реалии личного, персонального, за что позже нередко стал упоминаться, как один из основателей эмо.
К ранним проектам Пиччотто также относятся группы One Last Wish (1986), Happy Go Licky (1987—1988), Brief Weeds (EP выпущен в период 1991—1992), и The Black Light Panthers (продолжительный, но существующий случайным образом с 1982 года проект). Последние две группы он, к слову, делит с Брендоном Кэнти. Также создал рекорд-лейбл Peterbilt Records, который ограниченным тиражом выпустил виниловые альбомы групп Rain, Happy Go Licky, Deadline и совместный релиз с Dischord Records — альбом 1986 группы One Last Wish.

### Fugazi
Ги не входил в изначальный состав Fugazi, но присоединился на самой ранней стадии, подпевая группе уже на втором шоу и участвуя во всех звукозаписывающих сессиях группы.
Начиная с выпуска EP Margin Walker, он также берет на себя роль второго гитариста. После выпуска семи альбомов (13 Songs, Repeater, Steady Diet of Nothing, С
In on the Kill Taker, Red Medicine, End Hits, The Argument), и ряда турне, Fugazi ушли в «бессрочный отпуск» в 2003 году.

### Сайд-проекты и продюсерская работа
Пиччотто сотрудничал и выступал с Mats Gustafsson, Vic Chesnutt, Patti Smith, Tom Verlaine и участниками группы the Ex. Сопродюсировал прорывную запись группы Gossip Standing in the Way of Control.
Также продюсировал альбомы Blonde Redhead Melody of Certain Damaged Lemons (2000) и Misery Is a Butterfly (2004); последнюю запись The Blood Brothers Young Machetes. Пиччотто играл на альбомах Вика Чеснатта North Star Deserter (2007) и At the Cut (2009), и аккомпанировал ему в рамках северо-американского осенне-зимнего тура 2009. Сопродюсировал фильм Chain вместе с Джемом Коэном (который снял документальный фильм о Fugazi под названием Instrument).

## Оборудование

### Гитары
- Rickenbacker 330
- Gibson Les Paul — во время периода Rites of Spring и ранних дней Fugazi

### Усилители
- Park 100 Watt head
- Marshall JCM 800 2203 head
- Красные или чёрные Marshall JCM 800 4x12 кабинеты

### Эффекты
- MXR Distortion+
- Buddah Budwah or Vox Wah
- Echo Park Echoplex
- Boss DD-3

## Личная жизнь
Имеет степень бакалавра английского языка в университете Джорджтауна.

## Дискография

### Rites of Spring
- Rites of Spring (1985)
- All Through a Life (EP) (1987)
- End on End (complete discography) (1991)

### One Last Wish
- 1986 (1999)

### Happy Go Licky
- 12" (EP) (1988)
- Will Play (live Compilation) (1997)

### Black Light Panthers
- Peterbilt 12" 82-97 (1997)

### Brief Weeds
- A Very Generous Portrait 7" (1990)
- Songs of Innocence and Experience 7" (1992)

### Fugazi
- 13 Songs (September, 1989)
- Repeater (March, 1990)
- Steady Diet of Nothing (August, 1991)
- In on the Kill Taker (May, 1993)
- Red Medicine (June, 1995)
- End Hits (April, 1998)
- Instrument Soundtrack (1999)
- The Argument (October, 2001)